# Terunobu Fujimori

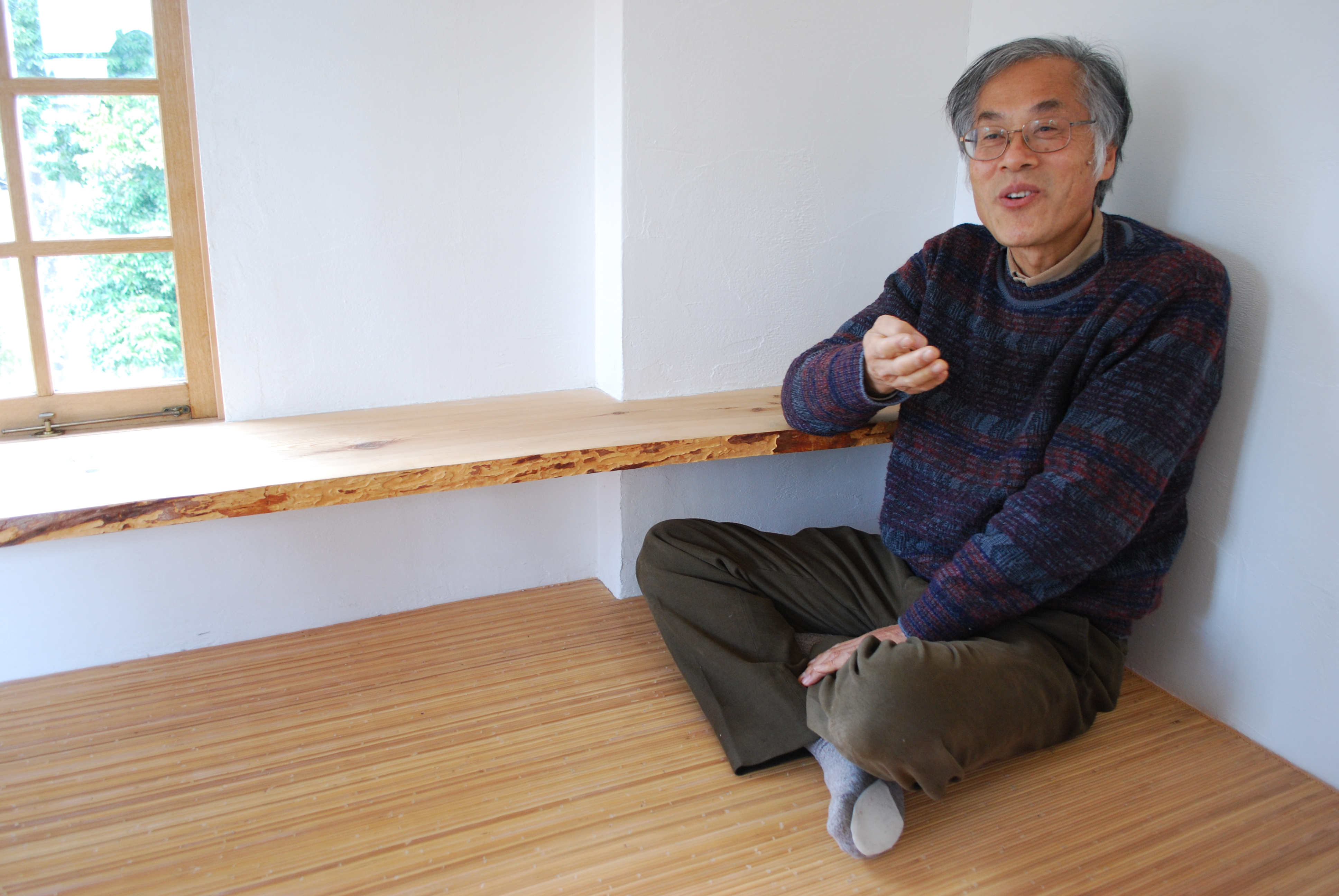
Terunobu Fujimori im Yakisugi House 2009

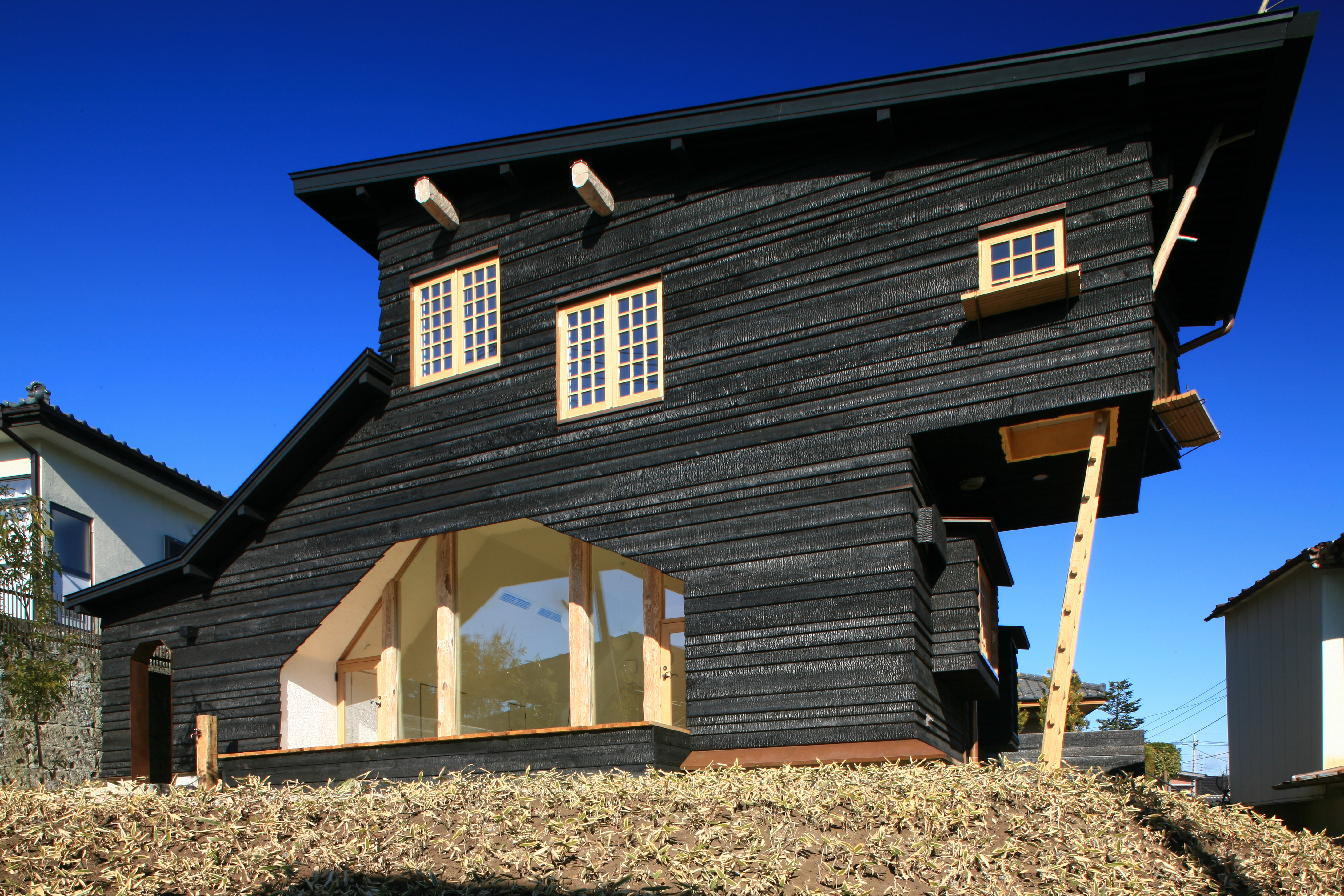
Yakisugi House

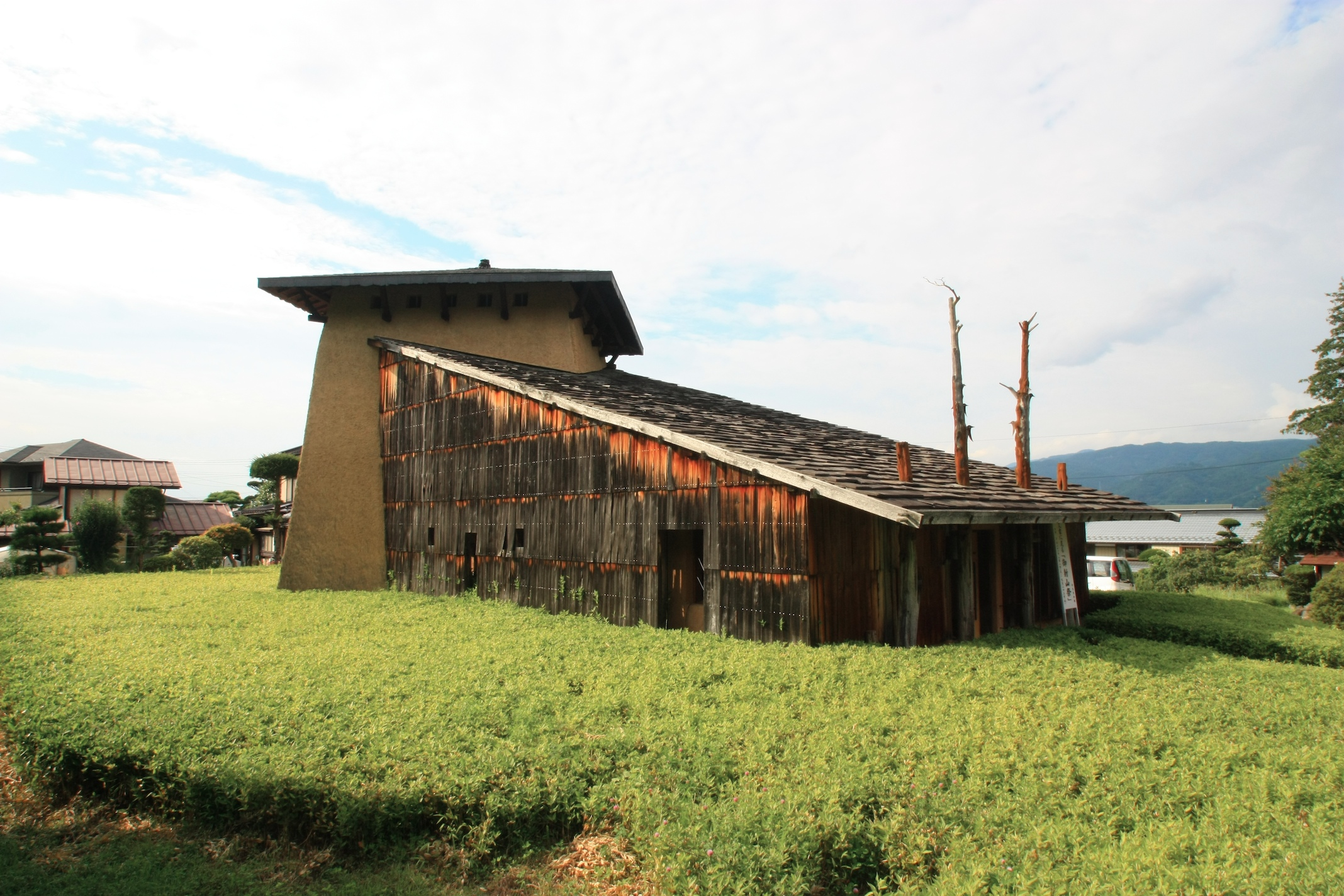
Jinchokan Moriya Museum, Chino

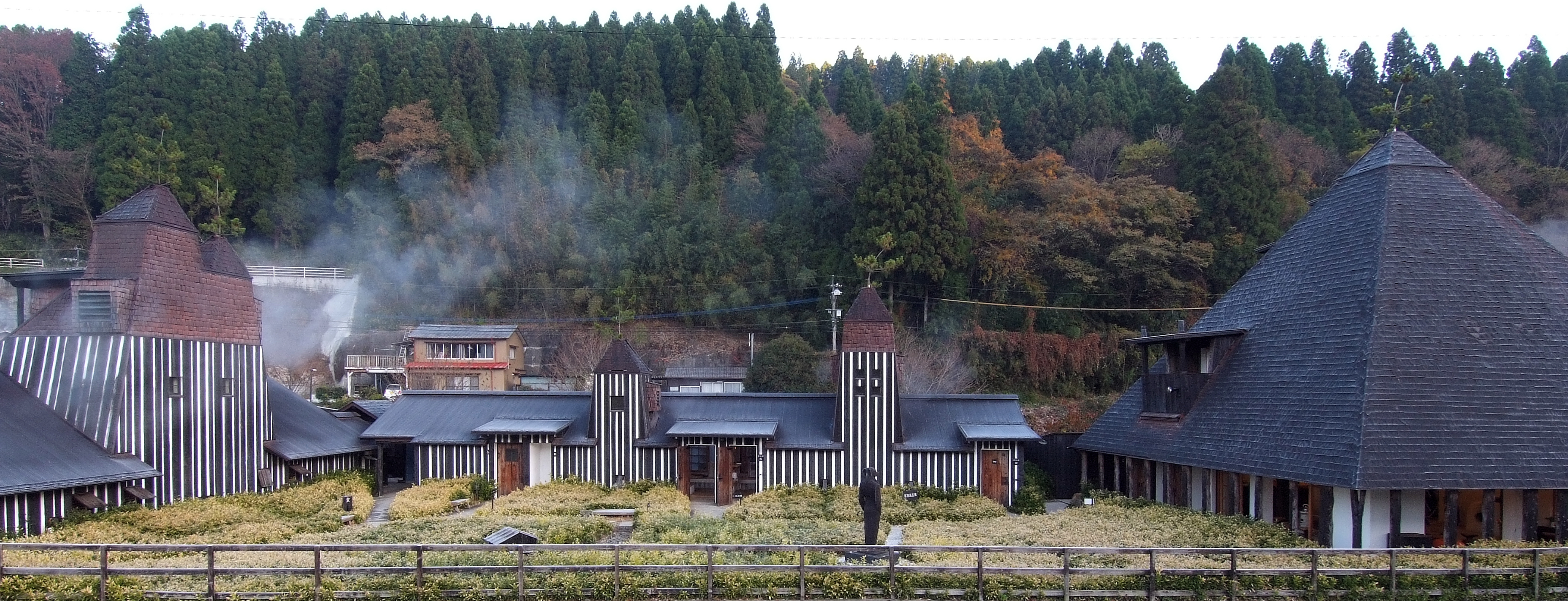
Lamune Onsen, Takeda

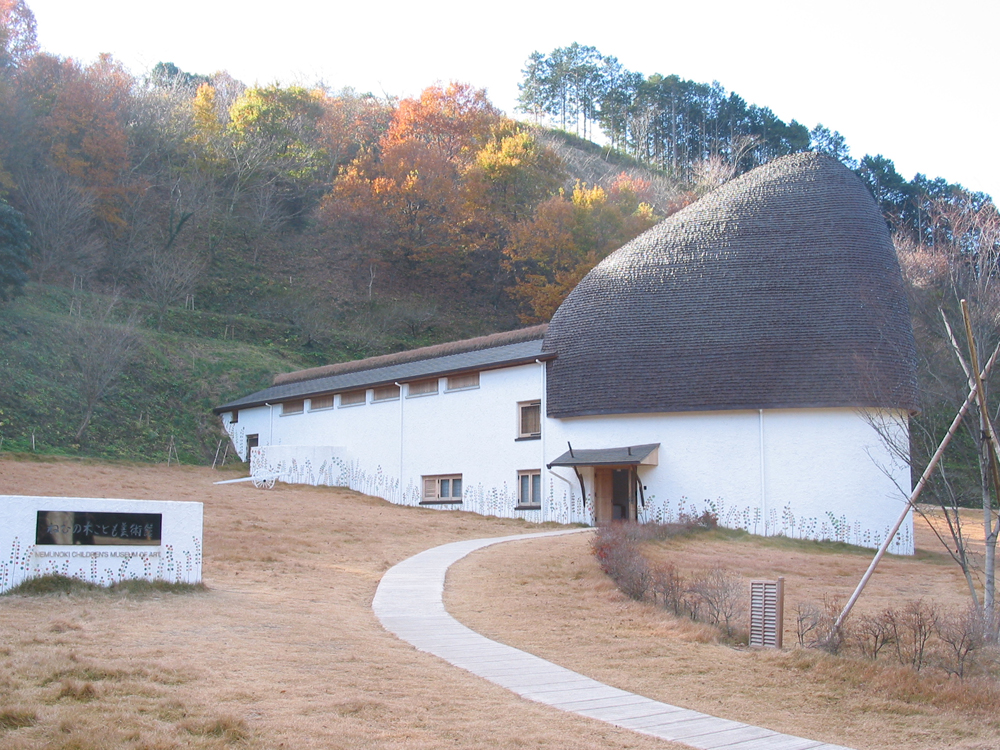
Nemunoki Children’s Museum of Art, Kakegawa

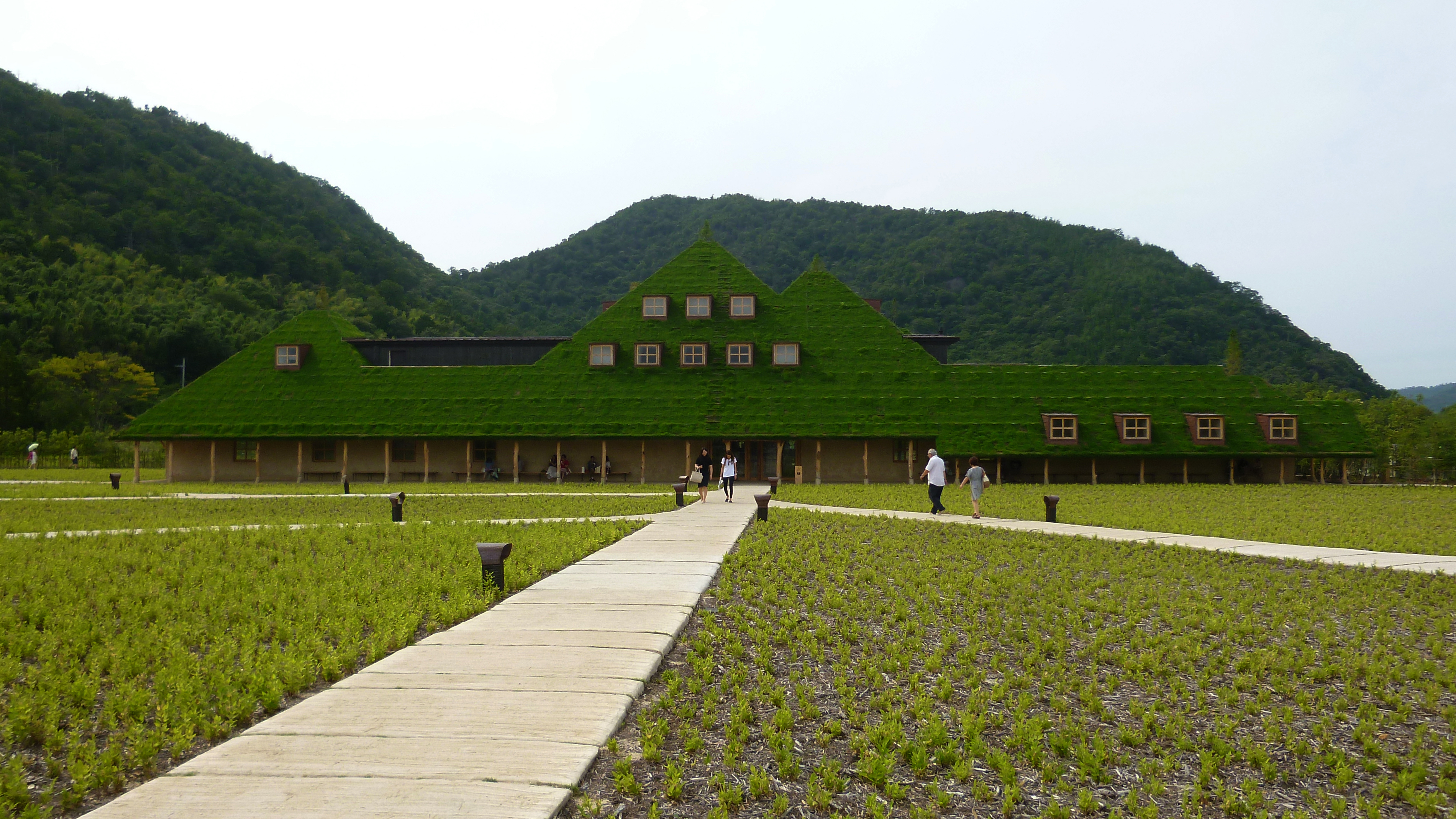
La Collina, Ōmihachiman

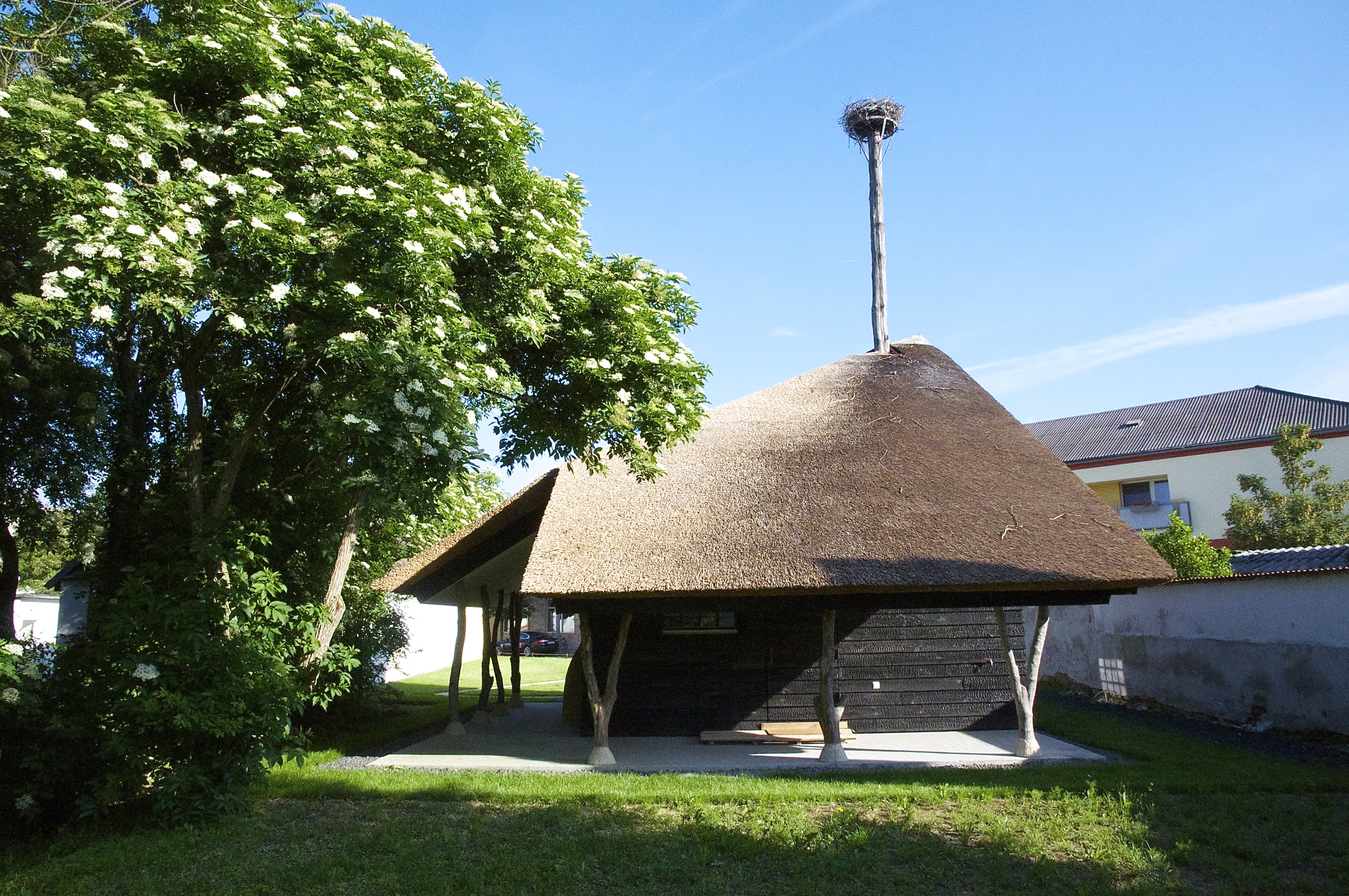
Storchenhaus, Raiding

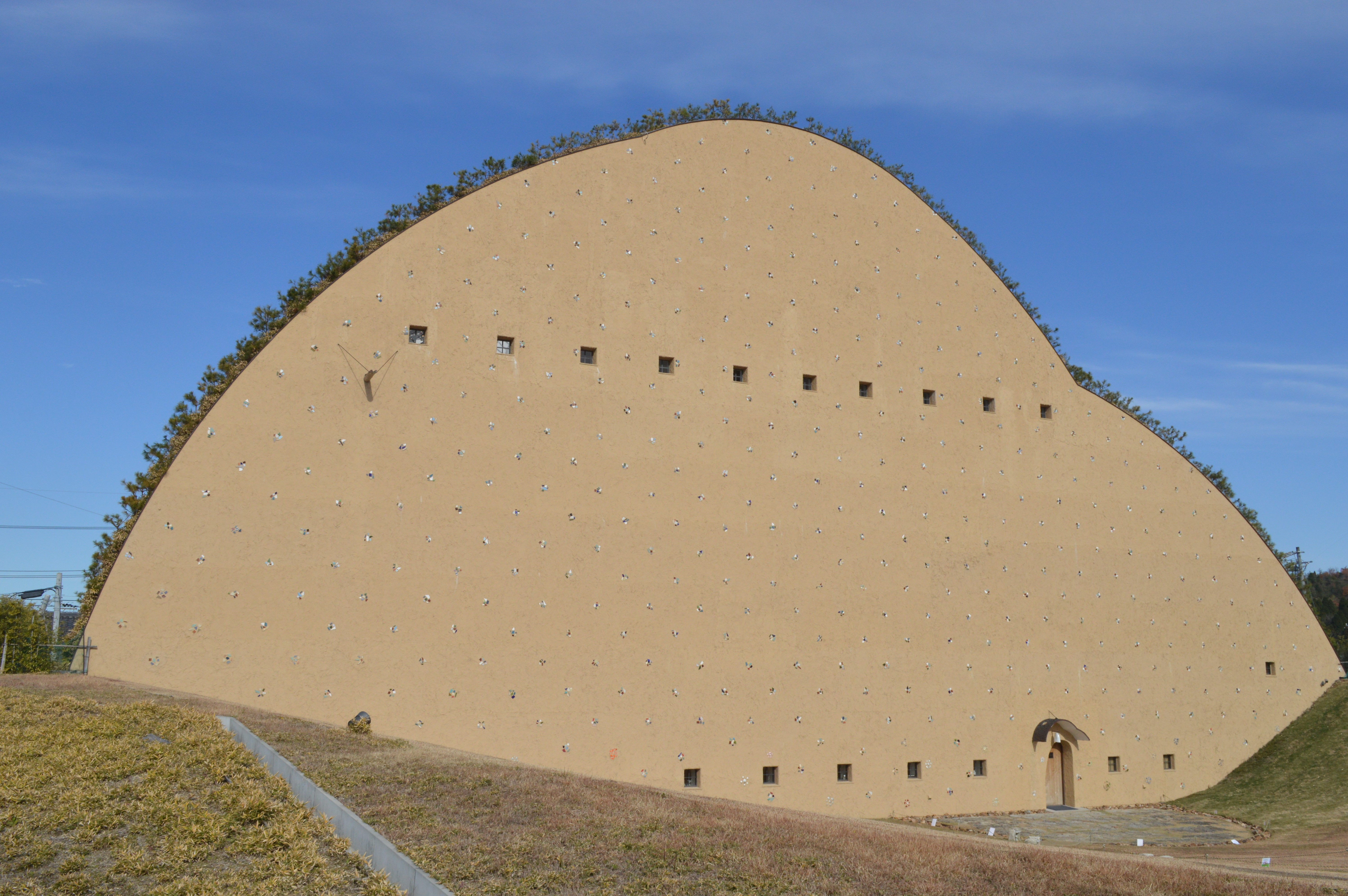
Mosaic Tile Museum, Tajimi

Terunobu Fujimori (藤森 照信 Fujimori Terunobu, * 21. November 1946 in Miyagawa-mura, Suwa-gun (heute Chino-shi), Nagano) ist ein japanischer Architekt und Architekturtheoretiker. Seine Bauten sind oftmals aus natürlichen Materialien und unter Zuhilfenahme traditioneller Techniken gefertigt. Er benutzt eine eigensinnige Formensprache. Die Gebäudeentwürfe reagieren auf die umgebende Landschaft. Bekannt ist er in Europa vor allem für seine Teehäuser.

## Leben und Werk
Fujimori machte 1971 seinen Abschluss im Fachbereich Architektur an der Fakultät für Maschinenbau der Universität Tōhoku. 1979 folgte ein PhD an der Universität in Tokio. Seine Dissertation behandelte das Thema „Historical Research on City Planning in the Meiji Era“. Während der 1970er Jahre gründete Fujimori die Architecture Detectives. Diese Gruppe durchsuchte und dokumentierte urbane Räume in Japan. Einen besonderen Fokus legte sie auf gebaute Absurditäten. Zum Beispiel wurden im japanischen Stadtraum frühe Gebäude im westlichen Stil gefunden, fotografiert und gezeichnet. Zwölf Jahre Arbeit an diesem Thema mündeten 1986 in der Veröffentlichung des Buches Adventures of an Architectural Detective: Tokyo. Daraus folgend gründeten Genpei Akasegawa, Shinbo Minami (Illustrator), Joji Hayashi (Autor), Tetsuo Matsuda (Verleger) und er 1986 die ROJO (Roadway Observation Society). Gemeinsam befassen sie sich mit dem Thema der urbanen Räume überall in der Welt, die bisher unbeachtet geblieben waren. Die Gruppe zeichnete Ungewöhnliches, aber natürlich Entstandenes in der städtischen Umgebung auf: Ein Baum kann eine Betonwand strukturieren oder ein umgekippter Mülleimer wird zu einer Sitzgelegenheit. Neben seiner Tätigkeit als Autor trat Fujimori auch als Kulturkommentator und Fernsehmoderator auf.
Er begann erst spät, im Alter von Mitte 40, mit dem Entwurf und Bau von Gebäuden. Nach seinen Erzählungen war es für ihn nicht einfach, als Architekturkritiker selbst zu bauen. Einige seiner engsten Freunde waren zudem berühmte zeitgenössische Architekten, wie Tadao Ando und Toyo Ito. Von ihnen grenzte er sich ab. Seine Auffassung zur Architektur formulierte er wie folgt:

„Für mich gibt es zwei Arten von Architektur: »weiße« Architektur, die glatt, geschmeidig und abstrakt ist, die Art von Architektur, die wir kennen. Dann gibt es aber auch »rote« Architektur, die rau, individualistisch und primitiv ist. Ich denke, dass wir rot werden müssen, um als Menschheit zu überleben. Mein Werk ist tiefstes Blutrot.“

1991 machte er mit dem Jinchokan Moriya Historical Museum in Chino (Nagano) auf sich aufmerksam. Bei diesem Gebäude wurde eine Betonstruktur in natürliche Materialien eingehüllt. Die Menschen nehmen die Architektur durch die realisierten Proportionen und verwendeten Materialien als vertraut wahr. 2001 folgte das Studentenwohnheim für die Kumamoto Prefectural University of Agriculture. International ist er vor allem durch seine Teehäuser bekannt, die oftmals schwer zugänglich sind.

„Ich orientiere mich beim Entwerfen eines Teehauses nicht an der Tradition, sondern will vielmehr etwas Neues schaffen. Die Teehäuser sind für mich architektonische Werke, eventuell können sie auch wie eine Skulptur betrachtet werden, jedoch würde ich sie nicht als Kunstwerke bezeichnen." ... "Das Bauen von Teehäusern knüpft an eine alte Tradition an. Es sind sehr kleine Räume. Doch obwohl es kleine Räume sind, sollen sie nicht erdrückend sein, sollen eben nicht klein erscheinen, das ist ein Widerspruch. Das ist der schwierigste Teil beim Entwerfen. Ich verwende modernste Techniken, wissenschaftliche Herangehensweisen, versuche aber, sie mit natürlichen Materialien zu umwickeln. Die modernen Techniken, die zum Einsatz kommen, sind wichtig. Ich bemühe mich jedoch sie im Blick der Betrachter zu verbergen. Die Menschen sind erst zu Menschen geworden, als sie begonnen haben sich mit Kleidern zu bedecken, genauso ist es bei meinen Teehäusern – natürliche Baustoffe umhüllen die moderne Technik im Inneren. Das tolle an meinen Teehäusern ist auch, dass sie so schön schwanken. Erst wenn alle Beteiligten zur Ruhe gekommen sind, kann die Teezeremonie beginnen.“

Bei seinen Wohnhausentwürfen betont er die Teeräume durch die Lage im Haus und die Betonung im Baukörper als Erker oder Anbauten. Der Zugang dorthin ist oft verborgen. Offenes Feuer oder Kamine werden hervorgehoben gestaltet. Schwarze Kohlestückchen verzieren die Innenwände vieler seiner Bauten. Regional vorhandene Bäume werden als Blickfang in der gekrümmten Form des Stammes in das Haus eingebaut. Terunobu Fujimori setzt bei seinen Architekturen gern traditionelle Techniken ein. Für Schalungen verwendet der die Yakisugi-Technik. Durch Verbrennung wird auf der Holzoberseite eine Kohleschicht erzeugt, die als Holzschutz dient. Traditionell wurde die Technik in Japan bei untergeordneten Gebäuden eingesetzt. Fujimori schätzt daran u. a. die natürliche Oberflächenstruktur und setzt die Oberflächen wirkungsvoll und präsent ein. Viele Geländer, Beschläge, Griffe oder Streben werden von ihm selbst geschmiedet. Neben dem Feuer sind (nach der Natur gewachsene) Pfosten, höhlenförmige Räume, erdige Stoffe, Ausblicke und geneigte Dächer prägend für seine Architektur.
2006 war er Kommissionsmitglied der 10. Biennale di Venezia. Seine Ausstellung im japanischen Pavillon zeigte Häuser, aus denen Lauch und Löwenzahn sprossen. Da das Thema der Biennale die „Stadt“ war, stellte Fujimori eine aus Reisschnüren geflochtene Hütte auf, in der eine Dia-Präsentation über die Arbeit von ROJO zu sehen war.
2016 wurde er Direktor des Edo-Tokyo-Museums.
Gelehrt hat Fujimori u. a. an der Tōhoku-Universität, der Universität in Tokio (Institute of Industrial Science) sowie in Kogakuin University. 2016 erarbeitete er mit Studenten der Kingston University in London ein Teehausprojekt. Er arbeitet bei der Realisierung seiner Projekte gern mit Amateuren wie Studierenden und lokalen Personen zusammen, da er deren Fähigkeiten zum Hausbau als grundsätzlich vorhanden ansieht. An irgendeiner Stelle kann jeder mitgestalten, was bei anderen Fertigungstechniken in der Industrie nicht so einfach möglich ist. Besonders das Finish führt Fujimori besonders gern mit Amateuren aus, da sie natürlich strukturierte Oberflächen erschaffen, während Profis aus seiner Sicht zu homogene Strukturen erzeugen.

## Bauten (Auswahl)
- 1991: Jinchokan Moriya Historisches Museum, Chino (Nagano)
- 1995: Dandelion Haus Kokubunji (Grashaus, auch Löwenzahnhaus), Tokyo
- 1997: Akino Fuku Kunstmuseum

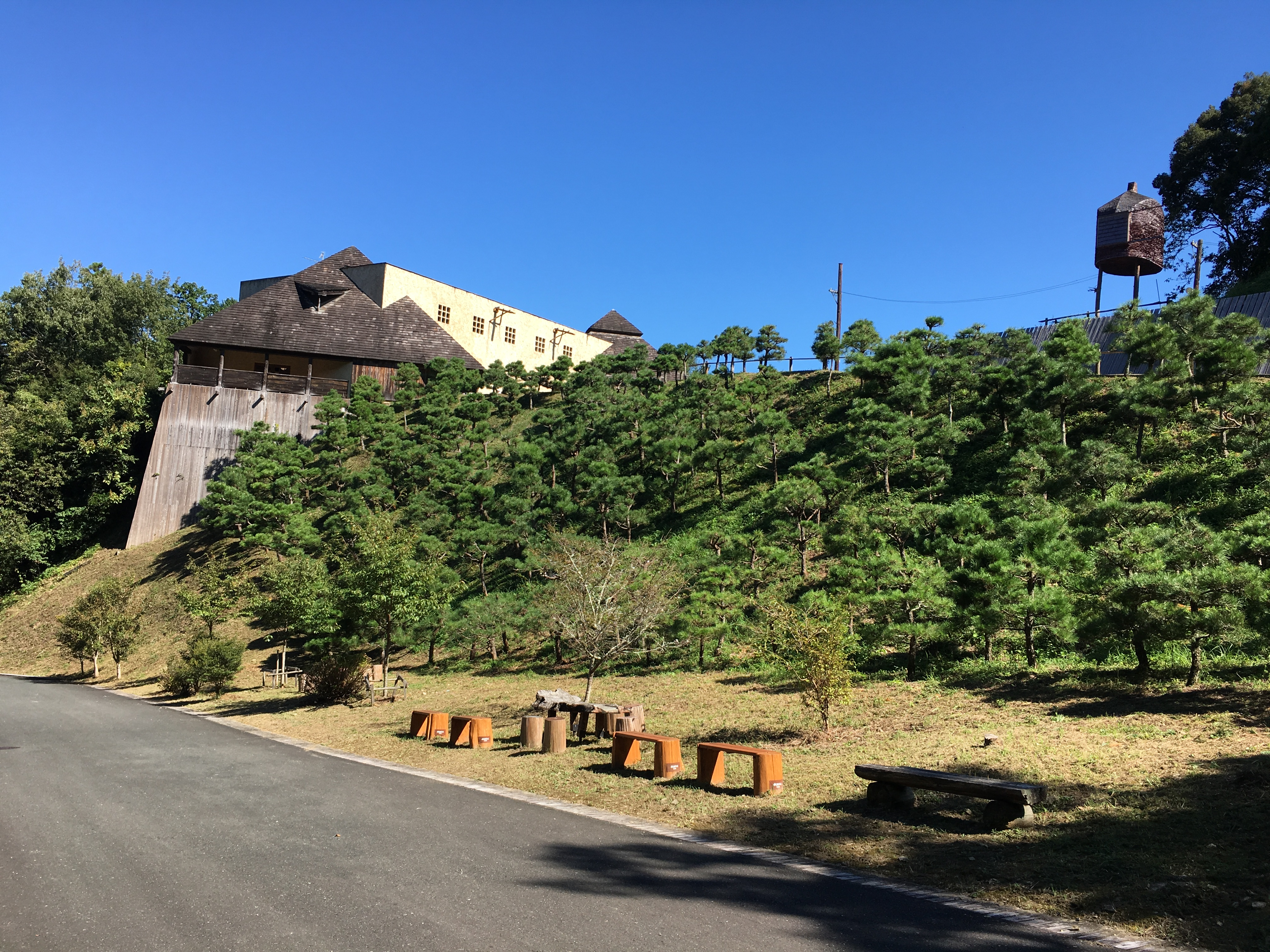
Akino Fuku Museum
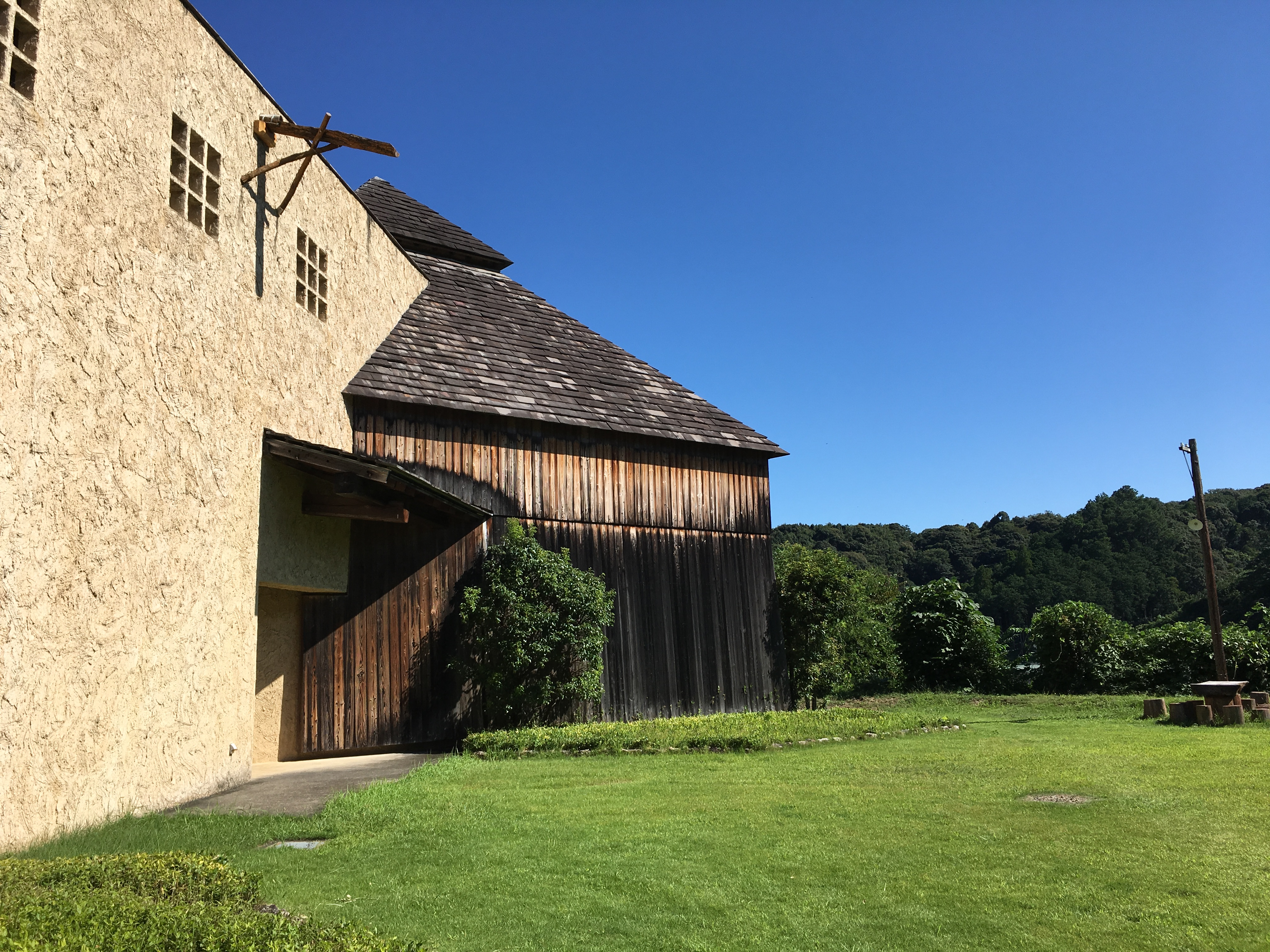
Akino Fuku Museum
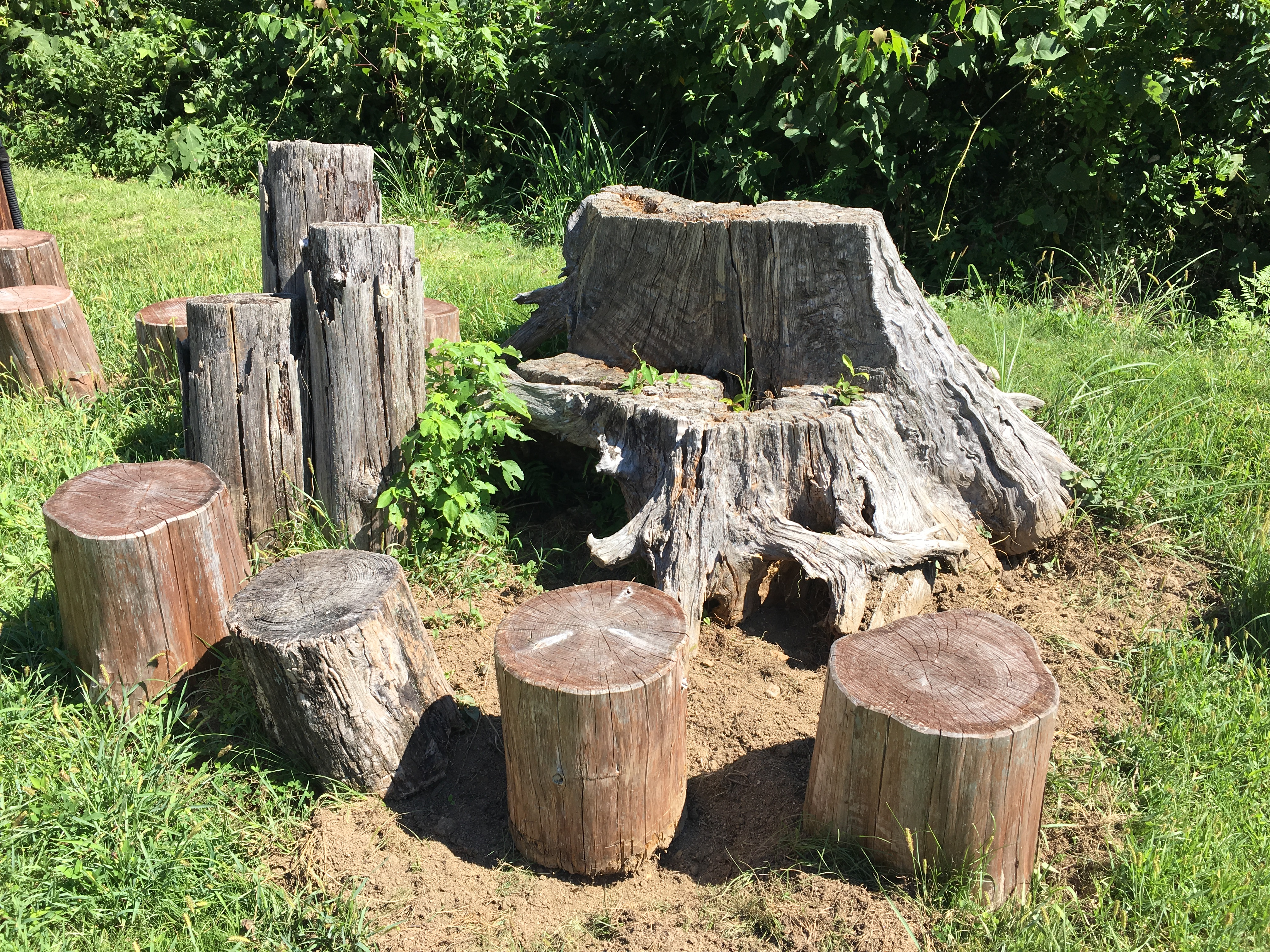
Akino Fuku Museum
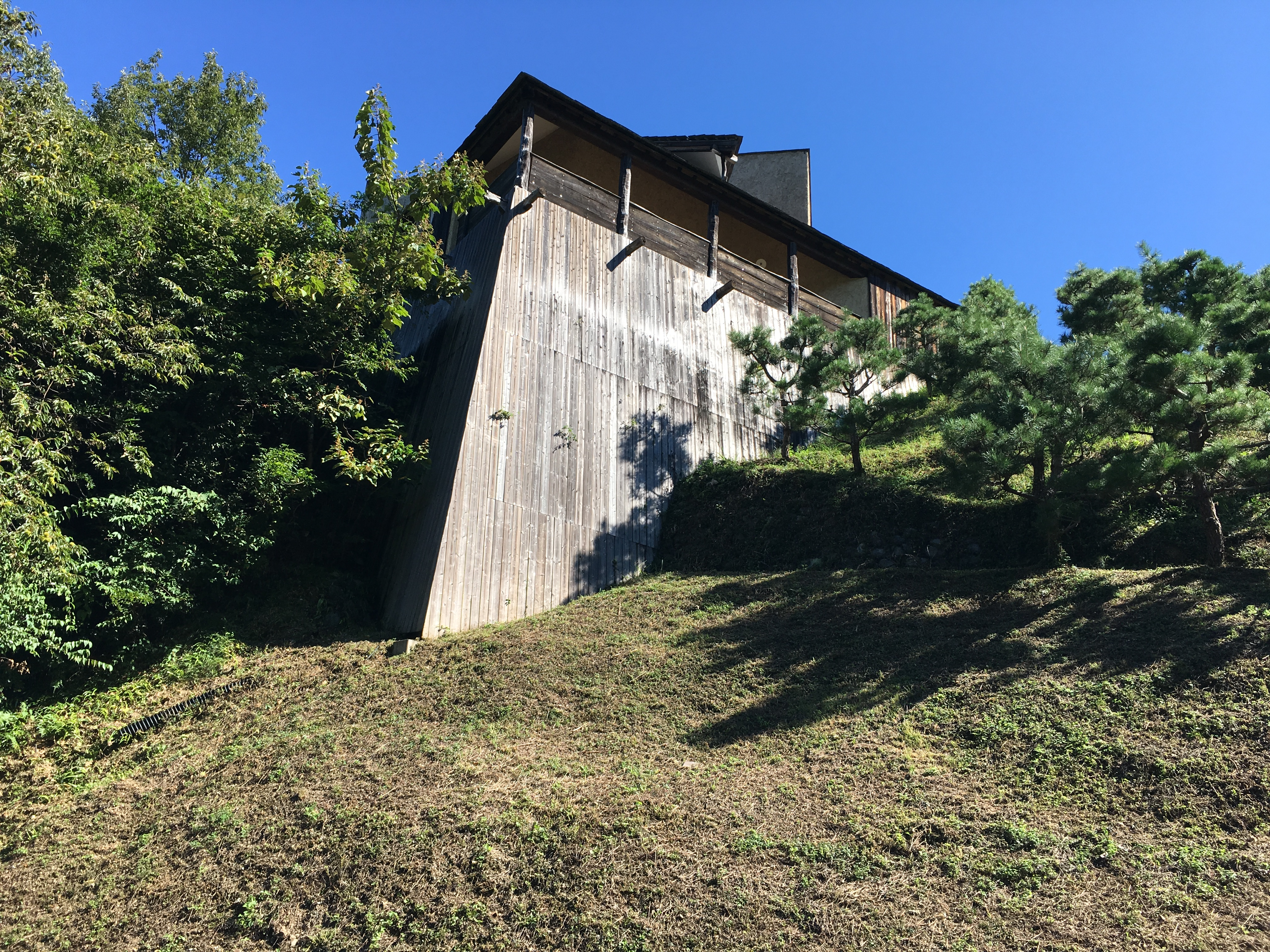
Akino Fuku Museum
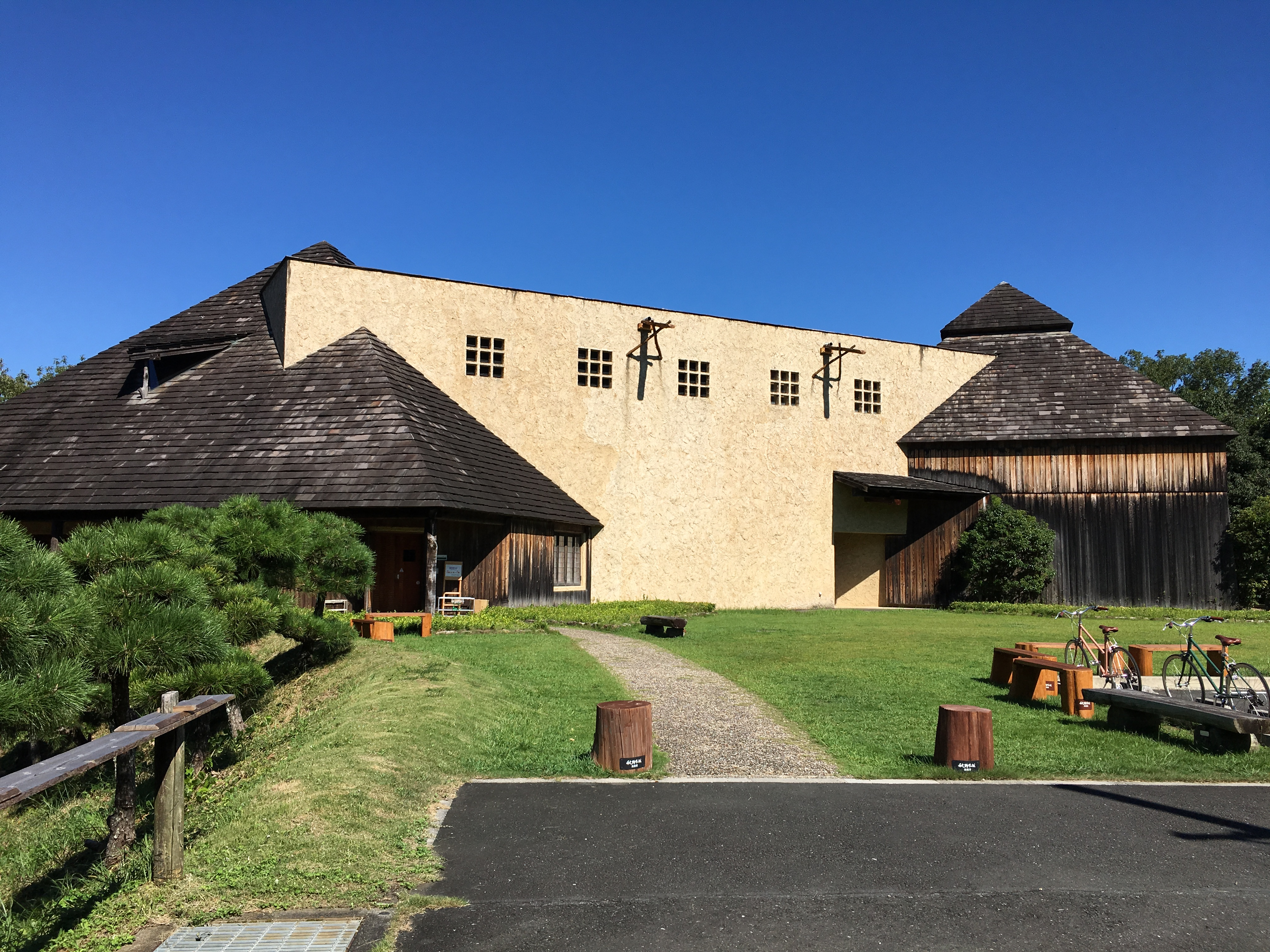
Akino Fuku Museum

- 1997: Nira Haus (Genpei Akasegawa Haus), Machida (Tokyo)
- 1998: Lone Pine Haus, Fukuoka
- 1999: Das Forum, Konferenzsaal und Teestube, Myōkō, Präfektur Niigata
- 2000: Grabmal der Familie Akasegawa, Kamakura, Kanagawa
- 2000: Studentenwohnheim, Kumamoto Agricultural College
- 2000: Kamelienschloss Oshima-cho, Tokio
- 2001: Notoan Workshop, Ashigarakawagun, Kanagawa
- 2003: (mit Nobumichi Oshima) Niwase Familiengrab, Kamakura, Kanagawa
- 2003: Ichiya-tei Teehaus für Morihiro Hosokawa, Ashigarakawagun, Kanagawa
- 2003$. Kori-an (Teehaus), Kyōto, Präfektur Kyōto

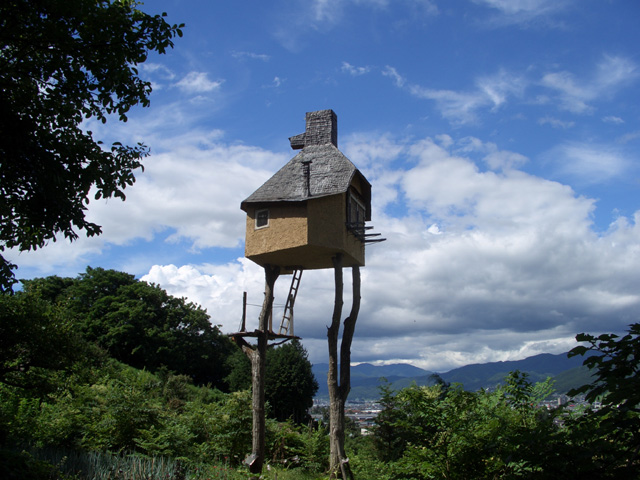
Takasugi-an

- 2004: Takasugi-an Teehaus, Chino, Präfektur Nagano[7]

Der Name Takasugi-an bedeutet zu hohes Teehaus. Es ist etwas mehr als zwei Quadratmeter groß und wird sechs Meter über dem Boden von zwei Stützbäumen getragen. Anstelle der traditionellen Methode, ein Teehaus in gebückter Haltung zu betreten, steigt der Besucher eine Leiter hinauf. Fujimori spielt mit den traditionellen Elementen eines Teehauses auf eine moderne Art und Weise. So wurde beispielsweise die gemalte Schriftrolle (kakejiku), die normalerweise einen Hinweis auf die Jahreszeit gibt, durch ein großes Fenster ersetzt, das einen Blick auf die Stadt und die Landschaft bietet. Es wird von zwei Kastanienbäumen getragen, die auf einem nahe gelegenen Berg gefällt und auf dem Gelände aufgestellt wurden.
- 2005: Lamune Onsen, Takeda, Präfektur Ōita
- 2005: Yoro Insectarium, Hakone, Präfektur Kanagawa
- 2006: Chashitsu Tetsu (Teehaus Tetsu), Hokuto
- 2006: Kunstmuseum Nemunoki, Kindermuseum Donguri (Eicheln), Kakegawa, Präfektur Shizuoka
- 2006: Gen-an (Exklusive Hausrenovierung), Chino, Nagano
- 2007: Yakisugi House (Privathaus und Teestube), Nagano[8]
- 2008: Call House Utsunomiya, Präfektur Tochigi
- 2009: Schokoladen-Haus, Kokubunji
- 2009: Dach-Haus, Präfektur Shiga
- 2009: Schwarzes Teehaus, Melbourne
- 2010: Ichikawa-tei (Forgotten Tea Boat), Hsinchu
- 2010: Teestube Beetles House, London
- 2012: Walking Café im Garten Museum Villa Stuck, München
- 2012: Flying Mud Boat[9]
- 2012: Hamamatsu House, Hamamatsu, Shizuoka
- 2012: Stork House, Raiding, Österreich.[10] Das Gästehaus wurde im Rahmen des Raiding Projects realisiert.
- 2013: Lao Zhi Xuan, Teehaus, Yilan
- 2014: Haus aus Zink, Kokubunji, Tokio
- 2014: Shodo, Tempelbüro des Shinshoji-Tempels, Fukuyama, Präfektur Hiroshima
- 2014: Grass Roof, La Collina, Taneya, Ōmihachiman
- 2014: Wangbei Tea Pavilion, Taipeh
- 2016: Mosaic Tile Museum, Tajimi
- 2016: Verwaltung, Omihachiman
- 2016: 100 Kastanien, Laden, Omihachiman
- 2017: Renovierung Haus in Shirogane, Minato
- 2017: Sen-cha, Teezeremonienraum, Ibaraki, Präfektur Mito
- 2017: Teestube, Chino
- 2019: e., Flagstore für Mode/Textilien, Taito-ku, Tokyo
- 2021: Community Center, Chino
- 2021: Go-an teahouse[11]

### Ausstellungen (Auswahl)
- 2006: Architecture of Terunobu Fujimori and ROJO: Unknown Japanese Architecture and Cities, 10. Biennale di Venezia[12]
- 2010: Beetle's House, einer von sieben Entwürfen für die Ausstellung 1:1 Architects Build Small Spaces des Victoria and Albert Museum[1]
- 2012: Museum Villa Stuck, München
- 2014: A Storehouse of Contemporary Architecture, 14. Biennale di Venezia[13]
- 2020:  Ein Stein Teehaus und andere Architekturen, Raketenstation Hombroich[14]
- 2021: Ein Stein Teehaus und andere Architekturen, Raketenstation Hombroich[15]

### Auszeichnungen
- 1983: Mainichi Publication Culture Award, ausgezeichnet für Meiji no Tokyo Keikaku (Meiji Plans for Tokyo) (1982, Iwanami-Verlag).
- 1986: Suntory Prize for Social Science and Humanities ausgezeichnet für Kenchiku Tantei no Boken: Tokyo Hen (Adventures of an Architectural Detective: Tokyo) (1986, Chikuma Shobo).[16]
- 1997: Japan Art Grand Prix erhalten für das Nira Haus.
- 2001: Architectural Institute of Japan Prize for Design ausgezeichnet wurde das Studentenwohnheim des Kumamoto Agricultural College.
- 2014: Österreichische Innovationspreis Tourismus für das Stork House in Raiding.[17]